# Samuel Narcís Escrig Lliberós
Samuel Narcís Escrig Lliberós (Vistabella del Maestrat, 29 d'octubre de 1907 - Barcelona, 30 d'octubre de 1975) fou un futbolista valencià de la comarca de l'Alcalatén de les dècades de 1920 i 1930.

## Trajectòria
La seva carrera transcorregué majoritàriament a Catalunya. Començà a destacar a les files de l'EC Granollers l'any 1925. Posteriorment jugà al CE Manresa, fins que el 1929 fitxà pel CE Europa. Amb l'equip europeista jugà els seus millors anys, jugant dues temporades a primera divisió, amb 25 partits jugats i quatre gols marcats. Després de passar pel Reial Múrcia CF la temporada 1931-32, la campanya següent fitxà pel FC Barcelona, club amb el qual jugà un sol partit a Primera. Acabà la seva carrera a l'Hèrcules CF i al FC Badalona.
Va disputar dos partits amb una selecció de Catalunya a inicis de la dècada de 1930.